# Lưỡi lông đen
Lưỡi lông đen (tiếng Anh: black hairy tongue (BHT), tiếng Latin: lingua villosa nigra) là hội chứng vô hại trong đó các núm lưỡi phát triển dài hơn bình thường và đổi màu đen hoặc nâu, khiến cho lưỡi bệnh nhân giống như đang mọc lông. Các yếu tố tiền đề gây bệnh có thể do hút thuốc, chứng khô miệng (xerostomia), thực đơn gồm các loại thức ăn mềm (soft diet) hoặc do vệ sinh răng miệng kém. Cách điều trị và phòng chống tốt nhất là đánh răng, vệ sinh khoang miệng thường xuyên, đặc biệt cần chải sạch lưỡi.

## Sự tiến triển bệnh
Lưỡi lông đen được chẩn đoán lành tính, tuy nhiên, bệnh gây mất thẩm mỹ và có thể làm cho hơi thở bệnh nhân bị hôi.

## Dịch tễ học
Bệnh xuất hiện trong khoảng 0.5% số người trưởng thành, tuy nhiên, tần suất này có thể thay đổi tùy vào các nghiên cứu dân số khác nhau.